# 広幡増弥
広幡 増弥（ひろはた ますや、1903年（明治36年）10月11日 - 1988年（昭和63年）11月11日）は、日本の実業家。海軍技術少将。広幡家の第11代当主。東京都出身。父は伊藤安吉。養父は広幡忠隆。

## 生涯
東京都出身。海軍軍人・伊藤安吉とその妻で宮中顧問官・吉田要作の二女である貴代の次男として生まれる。東京帝国大学造船科を卒業後、海軍に入り海軍技術少将となる。
私生活では広幡忠隆の長女である信子と結婚し、広幡家の養子に入り11代当主となる。信子との間には3男を授かったが、1955年（昭和30年）に信子に先立たれ、後に工藤静と再婚した。
1988年（昭和63年）、死去。

## 系譜
- 祖父：伊藤雋吉
- 養父：広幡忠隆
- 養母：広幡文子 - 山本達雄の次女。
- 父親：伊藤安吉
- 母親：吉田貴代 - 宮中顧問官・吉田要作の次女。
- 前妻：広幡信子 - 広幡忠隆の長女。
  - 長男：広幡忠豊 - 山邑太左衛門の娘・芳子
  - 次男：広幡忠恒
  - 三男：広幡忠昌 - 津田弘孝の娘・千恵子と結婚。
- 後妻：工藤静 - 工藤貢の娘。